# ハーバート・バデリー
ハーバート・バデリー（Herbert Baddeley, 1872年1月11日 - 1931年7月20日）は、イギリス・ロンドン市内ブロムリー出身の男子テニス選手。1890年代のウィンブルドン選手権で、双子の兄であるウィルフレッド・バデリーとともに「バデリー兄弟」として活躍した。弟のハーバートはシングルスでは兄ほどの顕著な成績はなかったが、ウィルフレッドと組んだ男子ダブルスで4勝を挙げた。

## 来歴
ウィンブルドン選手権の文献資料によれば、1890年に兄のウィルフレッドが男子シングルスのベスト8に入った時から「バデリー兄弟」の活動が始まる。翌1891年、ハーバートとウィルフレッドは兄弟ペアとして男子ダブルス初優勝を飾り、アイルランドペアのジョシュア・ピム＆フランク・ストーカー組を 6-1, 6-3, 1-6, 6-2 で破って優勝した。2人は1892年に連覇を逃したが、1894年から1896年まで3連覇を達成する。1897年の男子ダブルス決勝で、バデリー兄弟組はレジナルド・ドハティーとローレンス・ドハティーの「ドハティー兄弟」組に 4-6, 6-4, 6-8, 4-6 で敗れ、双子の兄弟は1897年を最後にウィンブルドン選手権を引退した。こうして「バデリー兄弟」の時代が終わり、レジナルドとローレンスの「ドハティー兄弟」の時代が始まった。
シングルスでのハーバートは、1894年から1896年まで3年連続のベスト4が最高成績だった。その間、1895年の準決勝がハーバートとウィルフレッドの「兄弟対決」のカードになり、ハーバートは兄との準決勝を戦わずに棄権したことがある。ウィンブルドン選手権から引退した後、バデリー兄弟は2人ともフランスに住み、ハーバートは1931年7月20日にフランス・カンヌにて59歳で死去した。
初期のウィンブルドン選手権では、3組の「兄弟テニス選手」が顕著な活躍を見せた。1880年代をリードしたウィリアムとアーネストの「レンショー兄弟」、ウィルフレッドとハーバートのバデリー兄弟、レジナルドとローレンスのドハティー兄弟である。レンショー兄弟とバデリー兄弟は、双子の兄弟としてテニスの歴史に大きな足跡を残した。

## ウィンブルドン選手権の成績
- 男子ダブルス：4勝（1891年・1894年-1896年）　［すべてウィルフレッドとのペア。準優勝2度：1892年・1897年］